# 나는 듯이
《나는 듯이》(일본어: 翔ぶが如く とぶがごとく[*])는 시바 료타로가 1972년 1월부터 1976년 9월까지 마이니치 신문 조간에 연재한 역사소설이다.
제목인 “나는 듯이”는 미야기타니 마사미쓰(宮城谷昌光)가 지어준 것으로 《시경》 소아편 홍아지십에 실린 〈사간〉(斯干)이란 시에서 따왔다. 이 시의 구절 중 “여조사혁, 여휘사비”(如鳥斯革，如翬斯飛), 즉 ‘추녀는 새가 깃을 펼친 듯, 처마는 꿩이 날아오르듯 하니, 이는 군자가 살 집이다’라는 뜻으로 도쿠가와 막부 말기에 활약한 지사들로 인하여 메이지 유신이 단행되고, 이로 인해 새로운 정부가 탄생했다는 뜻을 담고 있다. 또한 이 시의 주인공이 형제인데 소설의 주인공인 사이고 다카모리와 오쿠보 도시미치도 마치 형제지간과 같은 사이로 여겨서 시와 비슷한 부분이 많았기에 이와 같이 제목을 지었다.
사쓰마 번 출신으로 메이지 유신에 가담하여 정부를 이끌어간 사이고 다카모리와 오쿠보 도시미치가 주인공으로, 이 두 사람의 우정과 갈등을 그렸으며 정한론, 서남전쟁의 경위와 과정, 경과 등을 그렸다.
1990년 NHK 대하드라마 《나는 듯이》로 극화되기도 했으며, 한국에서는 동서문화사판 《대망》 31, 32, 33, 34권에 번역되어 해적판으로 출판되었다.